# Mino Cavallo
Mino Cavallo (Mola di Bari, 2 luglio 1964) è un chitarrista, compositore e specializzato nei generi del latin jazz e della world music italiano.

## Biografia
Inizia a studiare chitarra classica ad 11 anni. Nel 1983 a Milano studia Jazz e armonia.
Nel 1992, si trasferisce in Toscana collabora con alcuni musicisti toscani ed anche partecipando ad alcuni festival tipo Pistoia Blues Festival, Umbria Jazz, Barga Jazz Festival, Fabbrica Europa, Festival delle colline', Effetto Venezia, Pelago On The Road Festival.
Nella sua carriera ha suonato con Franco Cerri, Bruno Tommaso, Paolo Tommelleri, Gianni Cazzola, Giorgio Azzolini, Matthias Schubert, Marco Tamburini, Enrico Intra, Ed Neumeister, Pietro Tonolo, Gabriele Mirabassi, Trilok Gurtu, suonando nei più importanti festivals e club italiani.
Ha lavorato nella musica popolare con la cantante Gabriella Ferri accompagnandola nelle sue ultime esibizioni dal vivo e in TV, inoltre con l'organettista Riccardo Tesi ed il percussionista Alfio Antico.
Fondatore del trio Alta Madera ha registrato e prodotto album per l'etichetta discografica toscana Materiali Sonori.
In teatro ha collaborato con due teatri di Milano e Bari, i registi Carlo Formigoni, Renato Sarti, gli attori Bebo Storti e Antonio Albanese. Insieme all'attore Francesco Orlando ha scritto ed arrangiato il brano vincitore del II Festival della Satira in note di Ascoli Piceno, edito dalla Pongo Record's. In televisione realizza pubblicità e documentari per le reti principali, ed anche per le reti della Toscana e della Calabria.

## Attività

### Fuentes
- Fuentes: gruppo nato nel 1998 che si muove tra il jazz e la world music, con canzoni e musiche originali nello stile dei griot dell'Africa occidentale. Ha registrato due CD prodotti da Ettore Bonafè e Mino Cavallo, con la partecipazione del sassofonista Stefano Cantini.

### Elianto
- Elianto: gruppo formato da Mino Cavallo nel 2006. Ha registrato e prodotto il CD Danza libera[6], con la partecipazione di Alfio Antico al tamburo a cornice e voce e Riccardo Tesi all'organetto diatonico.

## Discografia
Qui di seguito sono indicati i CD che Cavallo ha fatto con i vari gruppi o da solista
- 2000 Sonorizzazioni Mino Cavallo—autoprodotto
- 2002 Barrio Alto, Oreste Lopez & Barrio Alto—autoprodotto
- 2005 Alta Madera, Alta Madera—Materiali Sonori
- 2006 Danza Libera, Elianto—Materiali Sonori
- 2007 Velas, Alta Madera—Materiali Sonori
- 2007 Irikelè, Fuentes—Materiali Sonori
- 2008 En Vivo!, Alta Madera & Gabriele Mirabassi—Materiali Sonori
- 2009 Live DVD, Trilok Gurtu & Alta Madera—Materiali Sonori
- 2010 Sertao, Mino Cavallo—Materiali Sonori
- 2010 Sabary, Djeli-Kan—Materiali Sonori
- 2023 Jacarandá , Mino Cavallo & Gaia Schirò—Materiali Sonori

### Partecipazioni
- 2001 Arpa Cimarrona, Jaime Vargas—Trop Music
- 2003 World Two, Antonio Gentile—CD Sound
- 2008 Capodiavolo, Alessandro Benvenuti—Materiali Sonori
- 2011 Alabastro Euforico, Arlo Bigazzi & Quartetto Euphòria—Materiali Sonori
- 2014 Fuori dal Pozzo, Enrico Fink & Cantierranti—Materiali Sonori